# Guerra Civil de Bougainville
A Revolução dos Cocos[carece de fontes?] ou Guerra Civil de Bougainville ou Revolução de Bougainville,(1988 - 1997) foi um conflito armado entre o governo da Papua-Nova Guiné e o movimento pela independência da ilha de Bougainville (a maior do Arquipélago das Ilhas Salomão) que acaba por dividir-se em várias facções em guerra uma com as outras (cada uma representando um clã). Nesse movimento, um grupo de mineiros formou o Exército Revolucionário de Bougainville (ERB) e deu início a uma rebelião separatista.
A guerra terminou com um acordo de paz mediado pela Austrália e o reconhecimento da província autônoma pelo governo central. O conflito é muitas vezes considerado como uma guerra esquecida porque é pouco conhecida, apesar de seu alto custo de vida devido  à repressão do governo, cerca de 20.000 pessoas (10% da população local antes do conflito).

## História
No ano de 1990, o ERB proclamou a independência, não reconhecida internacionalmente. Em 1994, Julis Chan, líder do Partido do Progresso do Povo (PPP), foi eleito primeiro-ministro e tentou, sem sucesso, um acordo com o Exército Revolucionário.
Os moradores da ilha expulsaram a mineradora com o uso de sabotagem; depois, o mesmo sucedeu com o exército de Papua-Nova Guiné. Em 1997, revelou-se que o governo da Papua-Nova Guiné recebera ajuda da Austrália contratando mercenários e armamentos fornecidos pelo próprio exército da australiano para luta contra os separatistas.
A ilha sofreu um embargo marítimo de 7 anos, de modo a enfraquecer a vontade de seus 150 mil habitantes, porém essa população e os combatentes do ERB resistiram aos ataques e ao embargo, buscando meios alternativos para sobreviver. O desenvolvimento de armas próprias e a conversão de motores e máquinas para funcionar com óleos vegetais extraído do coco e processado pelos ilhéus — daí o nome do movimento.
Este impasse militar e econômico levou quase uma década. Durante o conflito, a ilha de Bougainville viveu uma guerra civil que ceifou a vida de 15 mil nativos. Além disso, devido a proibição de ajuda humanitária e de medicamentos destinada a áreas controladas pelo Exército Revolucionário de Bougainville, houve desde então, nessas áreas, 5 mil mortes por doenças que poderiam ter sido evitadas se tivessem recebido o tratamento adequado.
A disputa entre rebeldes separatistas e o governo do país se dá desde de 1975, quando a Papua-Nova Guiné anexou a ilha, que antes fora da Alemanha e da Austrália.
A Revolução dos Cocos foi o mais sangrento conflito na região desde a Segunda Guerra Mundial, e que foi considerado o Vietnã da Austrália devido ao envolvimento do governo deste país na guerra contra os bougainvillenses.
Em 1997 Chan perdeu apoio do Exército e renunciou. Bill Skate, do Congresso Nacional do Povo (PNC), foi eleito primeiro-ministro e acertou uma trégua como o ERB, pela qual as partes envolvidas participaram de conversas de paz na Nova Zelândia, que resultaram numa autonomia política concedida à ilha.

## Acordo de Paz e autonomia
O conflito terminou em 1997, após negociações mediadas pela Austrália. Um acordo de paz, concluído em 2000, prevê o estabelecimento de um Governo Autónomo em Bougainville e um referendo para decidir se, futuramente, a ilha deve tornar-se politicamente independente.
Eleições para o primeiro Governo Autónomo foram realizadas em maio e junho de 2005, com Joseph Kabui sendo eleito presidente. Ele morreu em 6 de junho de 2008.
Em 25 de julho de 2005, o líder rebelde Francis Ona morreu após uma curta doença. Um antigo inspector com Bougainville Copper Limited, Ona foi uma figura-chave no conflito separatista e se recusaram a aderir formalmente o processo de paz na ilha.

## Documentário
Um documentário produzido pela National Geographic, com título The Coconut Revolution, relata a luta do povo de Bougainville contra a mineradora inglesa multinacional Rio Tinto Zinc, e depois por sua independência.
Além disso, este documentário mostra também que os separatistas conseguiram uma verdadeira revolução, social e ecológica, superando um fatal bloqueio econômico através da recuperação e invenção de práticas autônomas de economia, medicina, etc.